# Championnats d'Asie d'athlétisme en salle 2008
Les 3e Championnats d'Asie d'athlétisme en salle se sont déroulés à Doha, au Qatar en 2008. 

## Résultats

### Hommes
| Event | Or                                                                | Or                | Argent                                                                            | Argent        | Bronze                                                    | Bronze        |
| --- | ----------------------------------------------------------------- | ----------------- | --------------------------------------------------------------------------------- | ------------- | --------------------------------------------------------- | ------------- |
| 60 m | Samuel Francis QAT                                                | 6 s 62 CR         | Leung Chun Wai HKG                                                                | 6 s 79        | Vyacheslav Muravyev KAZ                                   | 6 s 79        |
| 400 m | Liu Xiaosheng CHN                                                 | 47 s 82 CR        | Sergey Zaikov KAZ                                                                 | 48 s 12       | Ali Shirook UAE                                           | 48 s 24       |
| 800 m | Yusuf Saad Kamel BHR                                              | 1 min 48 s 03 =CR | Ehsan Mohajer Shojaei IRI                                                         | 1 min 48 s 68 | Masato Yokota JPN                                         | 1 min 49 s 30 |
| 1500 m | Thamer Kamal Ali QAT                                              | 3 min 40 s 86 CR  | Chatholi Hamza IND                                                                | 3 min 41 s 18 | Abubaker Ali Kamal QAT                                    | 3 min 42 s 50 |
| 3000 m | Sultan Khamis Zaman QAT                                           | 7 min 49 s 31     | Surendra Singh IND                                                                | 7 min 49 s 47 | James Kwalia QAT                                          | 7 min 50 s 76 |
| 60 m haies | Ji Wei CHN                                                        | 7 s 79            | Abdul Rashid PAK                                                                  | 7 s 98        | Muhammad Sajjad PAK                                       | 8 s 01        |
| 4 × 400 m | KSA Yonas Al-Hosah Ali Al-Deraan Ismail Al-Sabiani Edrees Hawsawi | 3 min 14 s 25 CR  | IND V. B. Bineesh Gurvinder Pal Singh Virender Kumar Pankaj Thannickkal Aboobcker | 3 min 16 s 53 | QAT Mohamed Sagayroon Adam Ali Musaab Bella Azmy Sulaiman | 3 min 17 s 93 |
| Saut en hauteur | Sergey Zasimovich KAZ                                             | 2,24 m CR         | Majed Aldin Gazal SYR                                                             | 2,21 m        | Rashid al-Mannai QAT                                      | 2,18 m        |
| Saut à la perche | Daichi Sawano JPN                                                 | 5,45 m            | Takafumi Suzuki JPN                                                               | 5,35 m        | Leonid Andreev UZB                                        | 5,35 m        |
| Saut en longueur | Mohammed Al-Khuwalidi KSA                                         | 8,24 m AR         | Saleh Al-Haddad KUW                                                               | 7,88 m NR     | Hussein Al-Sabee KSA                                      | 7,72 m        |
| Triple saut | Roman Valiyev KAZ                                                 | 16,32 m           | Amarjeet Singh IND                                                                | 16,24 m       | Theerayut Philakong THA                                   | 16,04 m       |
| Lancer du poids | Ahmad Gholoum KUW                                                 | 18,55 m CR        | Om Prakash Singh IND                                                              | 18,37 m       | Yao Yongguang CHN                                         | 18,16 m       |
| Heptathlon | P. J. Vinod IND                                                   | 5561 pts          | Hadi Sepehrzad IRI                                                                | 5515 pts      | Hiromasa Tanaka JPN                                       | 5306 pts      |
| Records et Performances - AR : Record continental (area record) - CR : Record des championnats (championship record) - MR : Record du meeting (meet record) - NR : Record national (national record) - OR : Record olympique (olympic record) - PR : Record paralympique (paralympic record) - PB : Record personnel (personal best) - SB : Meilleure performance personnelle de la saison (season's best) - WL : Meilleure performance mondiale de l'année (world leader) - WJR : Record du monde junior (world junior record) - WR : Record du monde (world record) Circonstances et Conditions - DNF : N'a pas terminé (did not finish) - DNS : N'a pas pris le départ (did not start) - DQ : Disqualification (disqualification) - NM : Aucun essai valable enregistré (No Mark) - Q : Qualifié « directement » au prochain tour (ou à la prochaine compétition), lors d'une compétition majeure, grâce au classement ou à la réalisation des minima (automatic qualifier) - q : Qualifié au prochain tour (ou à la prochaine compétition), lors d'une compétition majeure, grâce au repêchage ou à la réalisation de l'une des meilleures performances parmi celles des « non qualifiés directement » (grâce au meilleur temps ou à la meilleure distance par exemple) (secondary qualifier) |                                                                   |                   |                                                                                   |               |                                                           |               |

### Femmes
| Event | Or                                                     | Or               | Argent                                                                      | Argent        | Bronze                                                                          | Bronze        |
| --- | ------------------------------------------------------ | ---------------- | --------------------------------------------------------------------------- | ------------- | ------------------------------------------------------------------------------- | ------------- |
| 60 m | Roqaya Al-Gassra BHR                                   | 7 s 40 CR        | Wang Yingju CHN                                                             | 7 s 47        | Nongnuch Sanrat THA                                                             | 7 s 49        |
| 400 m | Roqaya Al-Gassra BHR                                   | 53 s 28 CR       | Marina Maslyonko KAZ                                                        | 53 s 38       | Mandeep Kaur IND                                                                | 54 s 28       |
| 800 m | Sinimol Paulose IND                                    | 2 min 03 s 43 CR | Sushma Devi IND                                                             | 2 min 04 s 66 | Margarita Matsko KAZ                                                            | 2 min 04 s 85 |
| 1500 m | Sinimol Paulose IND                                    | 4 min 15 s 42 CR | Sushma Devi IND                                                             | 4 min 21 s 78 | Sara Bakheet BHR                                                                | 4 min 26 s 70 |
| 3000 m | Preeja Sreedharan IND                                  | 9 min 12 s 26 CR | Kavita Tungar IND                                                           | 9 min 26 s 01 | Sara Bakheet BHR                                                                | 9 min 40 s 47 |
| 60 m haies | Liu Jing CHN                                           | 8 s 31 CR        | Anastassiya Soprunova KAZ                                                   | 8 s 34        | Leelavathi Veerappan IND                                                        | 9 s 21        |
| 4 × 400 m | IND Mandeep Kaur Manjit Kaur Sini Jose Chitra K. Soman | 3 min 37 s 46 AR | KAZ Tatyana Azarova Marina Maslyonko Viktoriya Yalovtseva Anna Gavriushenko | 3 min 38 s 10 | THA Jutamass Tawoncharoen Saowalee Kaewchuay Kanya Harnthong Treewadee Yongphan | 3 min 43 s 22 |
| Saut en hauteur | Tatyana Efimenko KGZ                                   | 1,91 m           | Anna Ustinova KAZ                                                           | 1,91 m        | Yekaterina Yevseyeva KAZ                                                        | 1,88 m        |
| Saut à la perche | Ikuko Nishikori JPN                                    | 4,10 m           | Roslinda Samsu MAS                                                          | 4,10 m        | Takayo Kondo JPN                                                                | 4,10 m        |
| Saut en longueur | Chen Yaling CHN                                        | 6,39 m           | Anju Bobby George IND                                                       | 6,38 m        | M. A. Prajusha IND                                                              | 6,09 m        |
| Triple saut | Olga Rypakova KAZ                                      | 14,23 m CR       | Li Qian CHN                                                                 | 13,76 m       | Liu Yanan CHN                                                                   | 13,39 m       |
| Lancer du poids | Gong Lijiao CHN                                        | 18,12 m CR       | Iolanta Ulyeva KAZ                                                          | 15,99 m       | Juttaporn Krasaeyan THA                                                         | 14,73 m       |
| Pentathlon | Irina Naumenko KAZ                                     | 4235 pts         | Wassana Winatho THA                                                         | 4184 pts      | Olga Lapina KAZ                                                                 | 3906 pts      |
| Records et Performances - AR : Record continental (area record) - CR : Record des championnats (championship record) - MR : Record du meeting (meet record) - NR : Record national (national record) - OR : Record olympique (olympic record) - PR : Record paralympique (paralympic record) - PB : Record personnel (personal best) - SB : Meilleure performance personnelle de la saison (season's best) - WL : Meilleure performance mondiale de l'année (world leader) - WJR : Record du monde junior (world junior record) - WR : Record du monde (world record) Circonstances et Conditions - DNF : N'a pas terminé (did not finish) - DNS : N'a pas pris le départ (did not start) - DQ : Disqualification (disqualification) - NM : Aucun essai valable enregistré (No Mark) - Q : Qualifié « directement » au prochain tour (ou à la prochaine compétition), lors d'une compétition majeure, grâce au classement ou à la réalisation des minima (automatic qualifier) - q : Qualifié au prochain tour (ou à la prochaine compétition), lors d'une compétition majeure, grâce au repêchage ou à la réalisation de l'une des meilleures performances parmi celles des « non qualifiés directement » (grâce au meilleur temps ou à la meilleure distance par exemple) (secondary qualifier) |                                                        |                  |                                                                             |               |                                                                                 |               |

## Tableau des médailles
| Rang  | Nation | Or | Argent | Bronze | Total |
| ----- | ------ | -- | ------ | ------ | ----- |
| 1     | IND    | 5  | 9      | 3      | 17    |
| 2     | CHN    | 5  | 2      | 2      | 9     |
| 3     | KAZ    | 4  | 6      | 4      | 14    |
| 4     | QAT    | 3  | 0      | 4      | 7     |
| 5     | BHR    | 3  | 0      | 2      | 5     |
| 6     | JPN    | 2  | 1      | 3      | 6     |
| 7     | KSA    | 2  | 0      | 1      | 3     |
| 8     | KUW    | 1  | 1      | 0      | 2     |
| 9     | KGZ    | 1  | 0      | 0      | 1     |
| 10    | IRI    | 0  | 2      | 0      | 2     |
| 11    | THA    | 0  | 1      | 4      | 5     |
| 12    | PAK    | 0  | 1      | 1      | 2     |
| 13    | HKG    | 0  | 1      | 0      | 1     |
| 13    | MAS    | 0  | 1      | 0      | 1     |
| 13    | SYR    | 0  | 1      | 0      | 1     |
| 16    | UAE    | 0  | 0      | 1      | 1     |
| 16    | UZB    | 0  | 0      | 1      | 1     |
| Total | Total  | 26 | 26     | 26     | 78    |